# Taubenturm (Époisses)

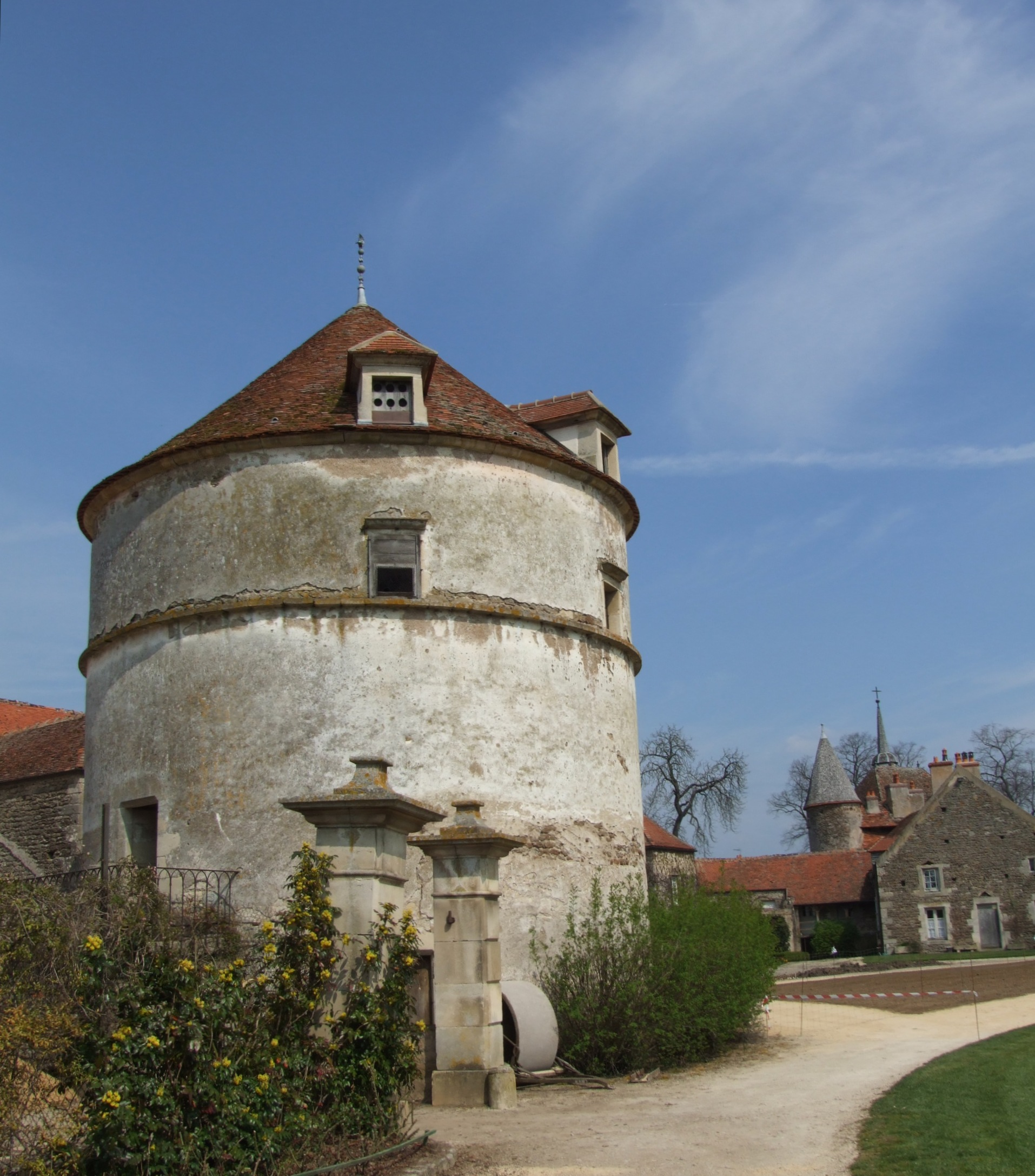
Taubenturm in Époisses

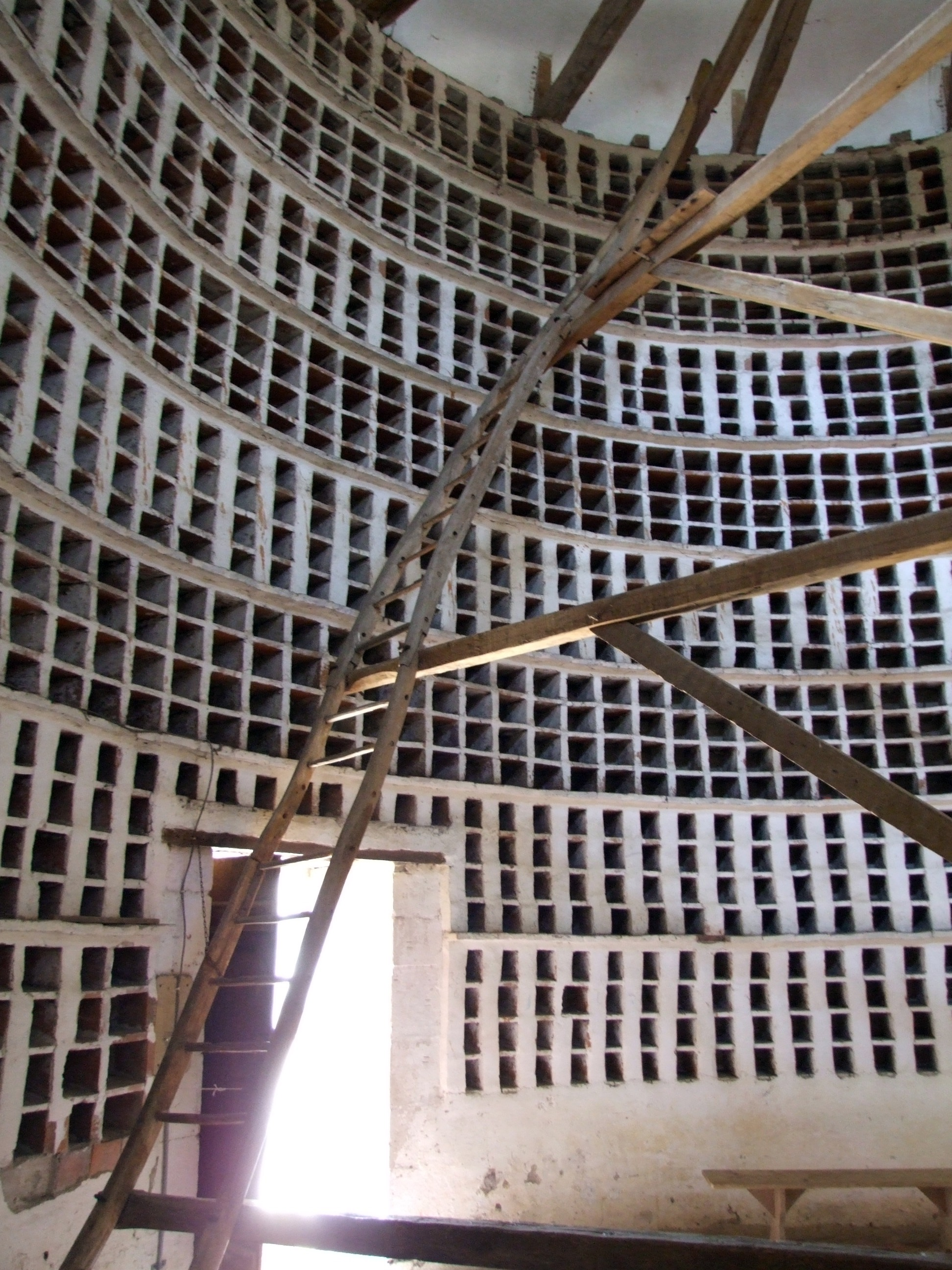
Innenansicht mit Taubennestern und Leiter

Der Taubenturm (französisch colombier oder pigeonnier) des Schlosses in Époisses, einer französischen Gemeinde im Département Côte-d’Or in der Region Bourgogne-Franche-Comté, wurde im 17. Jahrhundert errichtet. Der Taubenturm steht seit 1992 als Teil der Schlossanlage als Monument historique auf der Liste der Baudenkmäler in Frankreich.
Der runde Turm besitzt circa 3000 Taubennester, die mit einer Leiter erreicht werden.